# Bubba Watson
Gerry Lester "Bubba" Watson, Jr. (5 de novembro de 1978) é um jogador profissional de golfe dos Estados Unidos. Ele foi campeão do Masters de Golfe em 2012. e em 2014.

## Carreira

### Masters de 2012
Bubba Watson terminou a competição empatado com o sul-africano Louis Oosthuizen. A decisão do título foi então para o playoff, onde o americano acabou levando a melhor e ficando com o título pela primeira vez na sua carreira.

## Títulos

### Torneios Major´s (1)
| Ano  | Campeonato       | Resultados            | Margem    | Vice-campeão               |
| ---- | ---------------- | --------------------- | --------- | -------------------------- |
| 2012 | Masters de Golfe | −10 (69-71-70-68=278) | Playoff 1 | Louis Oosthuizen           |
| 2014 | Masters de Golfe | −8 (69-68-74-69=280)  | 3 tacadas | Jordan Spieth, Jonas Blixt |

1 Derrotou Louis Oosthuizen em dois buracos no playoff – Watson (4-4) e Oosthuizen (4-5).